# Germanate
Germanate sind Verbindungen des Germaniums, die sich von dessen Oxid ableiten. In fast allen germaniumhaltigen Mineralien liegt das Germanium als Germanat vor.
Da die Eigenschaften des Germaniums denen des Siliciums ähneln, überwiegt beim Germaniumdioxid (GeO2) der saure Charakter. Letzteres reagiert daher mit Alkalilaugen zu den Germanaten. Germanate erhält man auch durch Reaktion von Germaniumdioxid mit verschiedenen Metalloxiden beim Zusammenschmelzen oder Sintern.

## Klassifizierung
Es sind Germanate unterschiedlicher Zusammensetzung bekannt (M: einfach geladenes Metallkation; X: Halogenid):
- Orthogermanate, M4GeO4
- Metagermanate, (M2GeO3)n
- Metadigermanate, (M2Ge2O5)n
- Hexahydroxogermanate, M2Ge(OH)6
- Hexahalogenogermanate, M2GeX6

Metagermanate und Metadigermanate liegen in polymerer Form vor. Die den Germanaten zugrundeliegenden Germaniumsäuren sind, ähnlich der Kohlensäure und den Silicium-Sauerstoffsäuren, in wasserfreier Form nicht stabil, sondern nur in verdünnten Lösungen. Von den Halogenogermanaten ist beispielsweise das Kaliumhexafluorogermanat (K2GeF6) bekannt, das aus Kaliumfluorid und Germaniumtetrafluorid erhalten werden kann. Auch ein Caesiumhexachlorogermanat(IV) Cs2[GeCl6] ist bekannt.

## Substanzklasse
Germanate sind eine Substanzklasse mit sehr vielseitigen Eigenschaften. Zwischen den Sauerstoffverbindungen des Germaniums und den entsprechenden Siliciumverbindungen lassen sich viele Analogien beobachten. Silicate und Germanate sind häufig isotyp. Vom Germanium kennt man ebenfalls zeolithartige Strukturen und die Neigung zur Glasbildung. Aufgrund ihrer hohen Brechungsindices werden sie gelegentlich für optische Elemente, wie beispielsweise für Weitwinkellinsen in der Fotografie, verwendet. Viele dotierte Germanate zeigen Lumineszenz bei Bestrahlung mit UV-Licht: (Sr, Ba)2(Mg, Zn)Ge2O7:Pb (blauviolett), Zn2GeO4:Mn (gelbgrün), MgGeO3:Mn (tiefrot).
Beimengungen von Bleigermanat in Keramiken generieren ein Material, das Halbleitereigenschaften aufweist.
Natrium- und Ammoniumgermanate können als Katalysatoren bei der Polyestersynthese verwendet werden.
Bismutgermanat wird in Szintillationszählern verwendet.
Kupfergermanat war die erste entdeckte anorganische Verbindung, die das als Peierls-Übergang bei 14 K bekannte Verhalten zeigte.
Lithiumgermanat kann als Anodenmaterial für Lithium-Ionen-Akkumulatoren verwendet werden.